# Burning Questions (album de Graham Parker)
Pour les articles homonymes, voir Burning Questions.
Albums de Graham Parker
Struck by Lightning
(1991) Graham Parker's Christmas Cracker EP
(1994)
Burning Questions est un album de Graham Parker sorti le 20 juillet 1992 sur le label Capitol Records.

## Liste des pistes
| No  | Titre                      | Auteur        | Durée |
| --- | -------------------------- | ------------- | ----- |
| 1.  | Release Me                 | Graham Parker | 3:55  |
| 2.  | Too Many Knots to Untangle | Parker        | 3:10  |
| 3.  | Just Like Joe Meek's Blues | Parker        | 4:08  |
| 4.  | Love Is a Burning Question | Parker        | 4:53  |
| 5.  | Platinum Blonde            | Parker        | 4:20  |
| 6.  | Long Stem Rose             | Parker        | 2:49  |
| 7.  | Short Memories             | Parker        | 3:02  |
| 8.  | Here It Comes Again        | Parker        | 3:11  |
| 9.  | Mr. Tender                 | Parker        | 2:30  |
| 10. | Just Like Herman Hesse     | Parker        | 2:50  |
| 11. | Yesterday's Cloud          | Parker        | 3:23  |
| 12. | Oasis                      | Parker        | 4:08  |
| 13. | Worthy of Your Love        | Parker        | 2:55  |